# Marcus Mumford
Marcus Oliver Johnston Mumford, född 31 januari 1987 i Yorba Linda, Kalifornien, är en brittisk musiker, mest känd som sångare i bandet Mumford & Sons. Han spelar flera instrument i gruppen, bland annat gitarr, trummor och mandolin.

## Biografi
Mumford föddes i Yorba Linda i Kalifornien men han flyttade tillbaka till hemlandet England tillsammans med sin familj när han var 6 månader gammal. Han gick på Kings College School i Wimbledon, där han träffade den blivande bandmedlemmen Ben Lovett. Han återvände till London för att fokusera på sin musikkarriär efter sitt första år av studier. I Edinburgh skrev han de flesta av låtarna på Mumford & Sons debutalbum, Sigh No More. Marcus började sin musikaliska karriär genom att spela trummor för Laura Marling på turné tillsammans med de andra nuvarande medlemmarna i Mumford & Sons som sen grundades 2007.
Mumford producerade 2014 albumet Hold Fast med Christian Letts (från folkrock-bandet Edward Sharpe and the Magnetic Zeros). Albumet utgavs februari 2015. Han producerade också albumet Gamble for a Rose, av King Charles, utgivet januari 2016.
Sedan 2012 är han gift med skådespelaren Carey Mulligan. Paret har tre barn. 
Steven Spielberg filmade musikvideon till Marcus Mumfords låt "Cannibal". Videon filmades den 3 juli 2022 i en gymnastiksal på en high school i New York.